# Centerpoint Energy Plaza
La CenterPoint Energy Plaza désigne un gratte-ciel de Houston qui abrite le bureau chef de CenterPoint Energy, une entreprise de distribution de gaz naturel et d'électricité.
Il s'élève à 225,9 m pour 53 étages et a été achevé en 1974.